# 弦間彩華
弦間 彩華（げんま あやか、1996年11月19日 - ）は、テレビ静岡の女性アナウンサー。

## 来歴
静岡県三島市出身。日本大学三島高等学校、成蹊大学文学部現代社会学科卒業。
大学在学中、2017年秋の大学祭（欅祭）で行われた「ミス成蹊コンテスト2017」に出場、グランプリを受賞。2018年には「Miss of Miss Campus Queen Contest 2018」に出場、ファイナリストの1人に選出されている。
学生時代に、セントフォース・スプラウトで学生アナウンサーとして活動した。
大学卒業後、2019年4月にIBC岩手放送入社。同期に同局アナウンサーの今井日奈子がいる。
2022年12月6日、自身のTwitterにて同年末でIBC岩手放送退社を報告、2023年1月よりテレビ静岡へ入社した事を同じく自身のTwitterで報告。

## 人物
身長154cm、スリーサイズ非公表。血液型B型。
特技は書道で、師範の資格を有する。中学・高校時代には書道部に所属した。
大学時代には、実家のある三島から毎日新幹線通学していた。サークルは、成蹊大学学生ボランティア本部と放送研究会に所属していた。

## 担当番組

### 現在の担当番組
- ただいま!テレビ（金曜アシスタントMC）
- FNNテレビ静岡ニュース

### 過去（IBC岩手放送在籍時）

#### テレビ
- じゃじゃじゃTV - 中継担当[9]
- 岩手日報IBCニュース

#### ラジオ
- ＃げんまか？いまいか?・・・! - 今井日奈子と隔週交替で担当。
- デジタルニュース・ラボ

## 学生アナウンサー時代の出演番組
- gee up sprout（2018年4月28日～2019年2月9日 不定期出演）-ラジオパーソナリティ